# Медаль «За службу в Юго-Западной Азии» (США)
Медаль «За службу в Юго-Западной Азии» (англ. Southwest Asia Service Medal) — военная награда вооружённых сил США созданная по указу президента Джорджа Буша-старшего 12 марта 1991 года. Награда вышла в знак признания выполнения долга военнослужащими в годы войны в Персидском заливе. Дизайн медали разработан Надин Русел из Армейского института геральдики.
Для награждения медалью необходимо прослужить при осуществлении поддержки операции «Щит пустыни» или «Буря в пустыне» в одной из нижеперечисленных областей в период 2 августа 1990 года по 30 ноября 1995 года:
- Персидский залив
- Красное море
- Оманский залив
- Аденский залив
- Часть Аравийского моря к северу от 10˚ северной широты и к западу от 68˚ восточной долготы
- Ирак
- Кувейт
- Саудовская Аравия
- Оман
- Бахрейн
- Катар
- Объединённые Арабские Эмираты

Отбывавшие службу в Израиле, Египте, Турции, Сирии и Иордании (включая воздушно-космическое пространство и территориальное воды) при осуществлении прямой поддержки боевых действий между 17 января 1991 года и 11 апреля 1991 года также могут награждаться данной наградой.
Для получения награды служащий должен быть приписанным или нести регулярную службу в течение одного или более дней, принимая участие в организации наземных или береговых военных действий, быть приписанным или нести регулярную службу в течение одного или более дней на борту военного корабля, участвующего в прямой поддержке военных действий, участвовать в качестве члена экипажа в одном или более вылетах, прямо поддерживающих военные действия в указанных областях, или нести временную службу в течение 30 дней непрерывно или 60 дней с перерывами, за исключением персонала, непосредственно участвовавшего в боях.
Для служащих, нёсших «службу дома» в ходе войны в Персидском заливе, таких, как персонал поддержки в США, данная награда неприменима. Также награда не вручается для служащих, осуществлявших поддержку с европейских или тихоокеанских баз.
Одна бронзовая служебная звезда присуждается при участии в каждой из нижеперечисленных кампаний. Каждый получатель медали должен носить как минимум одну звезду кампании.
| Кампания                             | Месяц начала | День начала | Год начала | Месяц конца | День конца | Год конца |
| ------------------------------------ | ------------ | ----------- | ---------- | ----------- | ---------- | --------- |
| Оборона Саудовской Аравии            | Август       | 2           | 1990       | Январь      | 16         | 1991      |
| Освобождение и оборона Кувейта       | Январь       | 17          | 1991       | Апрель      | 11         | 1991      |
| Прекращение огня в юго-западной Азии | Апрель       | 12          | 1991       | Ноябрь      | 30         | 1995      |
| Операция «Provide Comfort»           | Июнь         | 1           | 1992       | Ноябрь      | 30         | 1995      |
| Операция Vigilant Warrior            | Октябрь      | 14          | 1994       | Декабрь     | 21         | 1994      |

## Редизайн 2016 года
В апреле 2016 года внешний вид подвесной ленты и орденской колодки был немного изменен Министерством обороны США. Агентство по логистике обороны (DLA) сделало две вертикальные зеленые полосы и одну вертикальную черную полосу в середине шире, чем в оригинальной версии 1991 года.